# Ажитация
Ажита́ция (лат. agitatio — приведение в движение; то же происхождение имеет слово «агитация») — двигательное беспокойство, нередко протекающее с сильным эмоциональным возбуждением, сопровождаемым чувством тревоги и страха. Причиной может быть кататония, алкогольный делирий, взрывы отчаяния при меланхолической депрессии, тревожная депрессия, смешанная депрессия и некоторые другие психические расстройства. Человек в таком состоянии становится чрезвычайно суетлив, способен выполнять только простые автоматизированные действия. У него появляется ощущение пустоты и отсутствия мыслей, нарушается возможность рассуждать, устанавливать сложные причинные связи между явлениями.
Данное состояние сопровождается вегетативными нарушениями: появляется бледность, учащённое дыхание, сердцебиение, потливость, дрожание рук и т. п. Ажитация оценивается как предпатологическое состояние в границах психологической нормы.
У ажитации может быть множество причин, включая аллергические реакции, интоксикацию кофеином, определённые заболевания внутренних органов, инфекции, отказ от никотина, отравление, травмы, дефицит витамина B6 и употребление некоторых лекарственных средств. Ажитация наблюдается при аффективном напряжении, вызванном сильным стрессом, а также при многих психических заболеваниях (например, кататоническая шизофрения, тревожный невроз, ажитированная либо инволюционная депрессия). Также ажитация может возникать при алкогольном и наркотическом (например, амфетаминами) отравлении, экзогенной и эндогенной токсемии.
Наиболее важным при ажитации является поиск и лечение её причины. При лечении нейролептиками ажитацию необходимо тщательно дифференцировать от акатизии — побочного эффекта нейролептиков, сходного с ажитацией по клиническим проявлениям. Неверная диагностика акатизии как ажитации может приводить к повышению дозы нейролептика, в результате которого акатизия усугубляется.